# Ida Rentoul Outhwaite
Ida Rentoul Outhwaite, née à Carlton, le 9 juin 1888 et morte dans la même ville le 25 juin 1960 est une illustratrice australienne de livres pour la jeunesse, célèbre pour ses illustrations des contes merveilleux à l’aquarelle, à l’encre de Chine et au crayon.

## Biographie
Elle est la fille de John Laurence Rentoul, pasteur presbytérien et professeur de théologie à l’Université de Melbourne. Elle fait les études au Collège presbytérien pour jeunes filles. À l’âge de 15 ans elle illustre un conte écrit par sa sœur aînée Annie, et qui est publié dans le magazine New Idea,.
Le Mollie's Bunyip, le premier conte de fées des sœur Rentoul enchante le public en 1904 par les dessins des elfes et des fées placées dans un cadre australien. Elles participent en 1907 à l’Exposition du travail des femmes australiennes avec le Recueil de chants australiens pour jeunes et adultes écrit par Anna Rentul et Georgette Peterson, et illustré par Ida.
Leur premier livre de conte majeur, le Lady of the Blue Beads (La Dame aux perles bleues) est publié en 1908. Elle épouse en 1909 Arthur Grenbry Outhwaite, avocat de profession,. 
En 1920 elle expose à Paris et à Londres. Les critiques d’art discernent chez elle l’influence d’Aubrey Beardsley,  d’ Arthur  Rackham, d’Edmond Dulac et de Kate Greenaway, mais reconnaissent l’originalité de sa vision artistique. Ses dessins sont reproduits sur cartes postales et publiées dans les magazines et journaux (The New Idea, The Native Companion, Australia Today, British Australasian). 
Ses œuvres sont reproduites sur quatre vitraux d’une salle annexe de St Mark's Anglican Church à Fitzroy.
En l’honneur de l’artiste un timbre est mis en circulation par Australia Post en 1985 reproduisant une illustration d’Elves and Fairies.

## Œuvres
- Mollie's Bunyip (1904)
- Mollie's Staircase (1906)
- Gum Tree Brownie and other Faerie Folk of the Never Never (1907)
- Before the Lamps are Lit (1911)
- Elves and Fairies (1916), qui a mis à la mode le thème des fées des fleurs
- The Enchanted Forest (1921)
- The Little Green Road to Fairyland (1922)
- The Little Fairy Sister (1923)
- The Sentry and the Shell Fairy (1924)
- Fairyland (1926)
- Blossom: A Fairy Story (1928)
- Bunny and Brownie: The Adventures of George and Wiggle (1930)

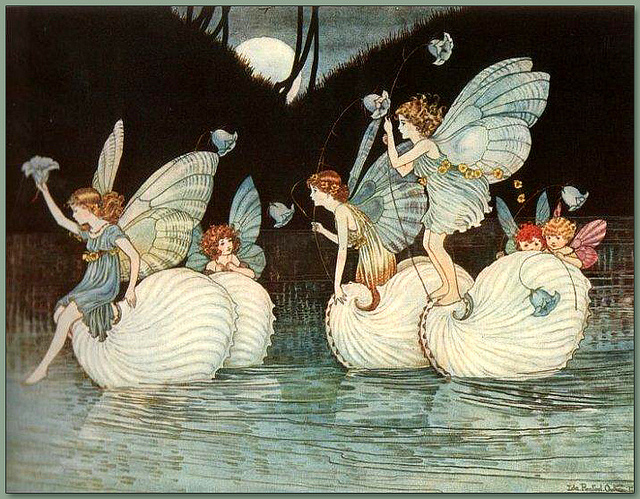
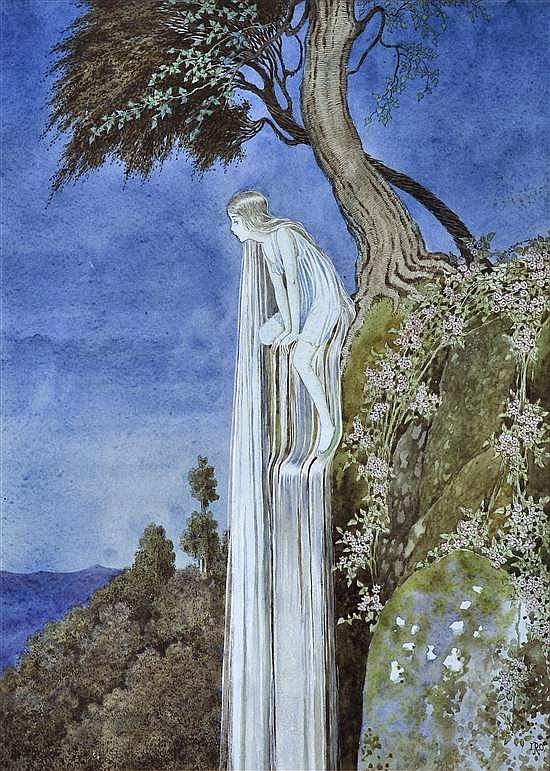
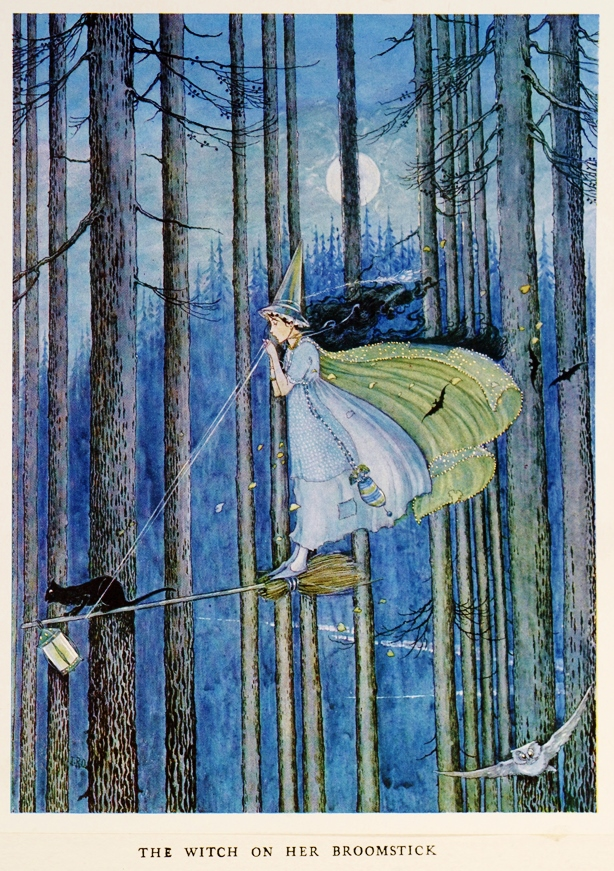

- A Bunch of Wild Flowers (1933)